# エリトリア解放戦線革命評議会
エリトリア解放戦線革命評議会（エリトリアかいほうせんせんかくめいひょうぎかい、英語: Eritrean Liberation Front-Revolutionary Council,ELF-RC）はエチオピア、独立後のエリトリアの反政府組織。議長は2009年に選出されたWede Yesus Amar。評議員の数は33。

## 概要
1958年に結成されたエリトリア解放戦線(ELF)のメンバーのうち、ELFが1981年にティグレ人民解放戦線(TPLF)とエリトリア人民解放戦線(EPLF)によってスーダンに退去させられた際EPLFに合流しなかったメンバーの一部によって結成された。EPLFとELF-RCとの最も重要な違いはELF-RCは多元的民主主義を受容している点である。1991年のエリトリア人民解放戦線（EPLF、現・民主正義人民戦線〔PFDJ〕）を中心とするアスマラ攻撃に参加し、臨時政府にも参加した。EPLFと協力関係にあったが独立前に協力関係を打ち切られ、1998年にエチオピア・エリトリア国境紛争が勃発するに至ってエチオピアの政権与党・エチオピア人民革命民主戦線(EPRDF)と和解した。1999年の反政府協力組織・エリトリア国民同盟(Alliance of Eritrean National Forces ,AENF・Eriteran National Alliance,ENA)が結成された際、当時ELF-RC議長であったアバデラ・イドリースが代表についた。以降常に反エリトリア政府・反PFDJの立場をとっている。本拠地はエリトリア政府の対外関係によって左右され、エチオピア・エリトリアの戦争中は両国の国境地帯、2002年の停戦後はスーダン南西部の難民キャンプ、2004年にスーダンとエリトリアが和解した後は難民キャンプの移動に伴い再びエチオピア・エリトリアの国境付近やAENFのメンバーだったエリトリア革命民主戦線(Eritrean Revolutionary Democratic Front,ERDF)の勢力圏内に転じている。イギリス、スウェーデンにも活動拠点を持つ。エリトリアは事実上の一党独裁制の為、ELF-RCは現在もなお非合法組織とされている。

## 人事
議長
Wede Yesus Amar
青年婦人部長
Mohammed Adem Arta'a